# Hornbeak
Hornbeak és una població dels Estats Units a l'estat de Tennessee. Segons el cens del 2000 tenia 435 habitants.

## Demografia
Segons el cens del 2000, Hornbeak tenia 435 habitants, 185 habitatges, i 130 famílies. La densitat de població era de 270,9 habitants/km².
Dels 185 habitatges en un 30,8% hi vivien nens de menys de 18 anys, en un 59,5% hi vivien parelles casades, en un 7% dones solteres, i en un 29,2% no eren unitats familiars. En el 25,9% dels habitatges hi vivien persones soles el 13,5% de les quals corresponia a persones de 65 anys o més que vivien soles. El nombre mitjà de persones vivint en cada habitatge era de 2,35 i el nombre mitjà de persones que vivien en cada família era de 2,81.
Per edats la població es repartia de la següent manera: un 22,8% tenia menys de 18 anys, un 7,1% entre 18 i 24, un 29% entre 25 i 44, un 23,7% de 45 a 60 i un 17,5% 65 anys o més.
L'edat mediana era de 40 anys. Per cada 100 dones de 18 o més anys hi havia 89,8 homes.
La renda mediana per habitatge era de 27.153 $ i la renda mediana per família de 31.389 $. Els homes tenien una renda mediana de 29.167 $ mentre que les dones 20.313 $. La renda per capita de la població era d'11.657 $. Entorn del 13,5% de les famílies i el 14,7% de la població estaven per davall del llindar de pobresa.

## Poblacions més properes
El següent diagrama mostra les poblacions més properes.